# Karlholms kyrka
Karlholms kyrka är en kyrkobyggnad som tillhör Västlands församling i Uppsala stift. Kyrkan ligger i Karlholmsbruk i nordligaste Uppland. Bruket anlades 1727–1728 av Charles De Geer som även lät uppföra kyrkan.

## Kyrkobyggnaden
Kyrkan har en stomme av trä och ytterväggar klädda med gulmålad träpanel med gråvitt listverk. Grundplanen är rektangulär, med vidbyggd sakristia i söder, och ett minimalt vapenhus framför huvudingången i väster. Vapenhusdörren flankeras av pilastrar. Fönsterrutorna är blyinfattade. Byggnadens valmade säteritak är klätt med tjärade spån. Kyrkorummets innertak täcks av ett spegelvalv som ursprungligen var fribärande men nu vilar på fyra pelare. Utmed västra väggen finns en läktare.

### Tillkomst och ombyggnader
Kyrkan uppfördes ursprungligen 1737 och dess förebild var den nyuppförda Lövstabruks kyrka. 1736 tillträdde en brukspredikant som stannade kvar i tjänst fram till sin död femtio år senare. Därefter förrättades gudstjänsterna av församlingsprästerna i Västland. 1895 flyttades kyrkan från sin ursprungliga plats, omedelbart norr om herrgården, till sin nuvarande plats några hundra meter bort på andra sidan vägen. En genomgripande renovering genomfördes då vilket gav kyrkan sitt nuvarande utseende. Troligen var det då som sakristian byggdes.
Kyrkorummet präglas av 1890-talets renovering då östra väggens rundfönster försågs med en glasmålning utförd av firma Neuman & Vogel. Nuvarande öppna bänkinredning köptes in 1894. Utmed väggarna löper en bröstpanel vars väggytor kläddes över med träfiberplattor vid en renovering 1945.
Kyrkan har varken haft klockstapel eller kyrktorn. Vid sammanringningar har istället brukets klocktorn använts. Tornets vindflöjel bär årtalet 1739, som möjligen kan vara dess byggnadsår. I tornet hänger två små klockor som är gjutna i Stockholm. Av klockorna är den större gjuten 1867 av Johan Beckman och den mindre 1875 av K. G. Bergholtz.

## Inventarier
- Predikstolen och ursprungliga altartavlan är samtida med kyrkan och gåvor av Charles de Geer d y. Tavlans motiv är Golgata och dess bakgrund är målad av den jämtländske konstnären och militären Carl Hofverberg.
- Altaruppsatsen härrör från 1890-talet. Då flyttades den äldsta altartavlan, liksom predikstolen till södra väggen.
- I nordvästra hörnet står en kopia av Thorvaldsens Kristus. Från början stod den i altaruppsatsens mittnisch där det numera står ett enkelt krucifix.
- Ett antal ljuskronor och ljusarmar är gjorda av smidesjärn och svarvade trädockor. Enligt traditionen är ljuskronorna tillverkade av två klensmeder vid bruket.
- På altaret står två tennljusstakar gjutna i Stockholm år 1700 av Mårten Kaspar Rokus och inköpta 1737.
- Dopfunten är modern och byggd av trä. Dopfatet i driven mässing är tillverkat 1954 av Samuelssons silversmedja i Stockholm.
- I kyrkan finns ett välbevarat exemplar av Karl XII:s bibel som skänktes till kyrkan 1736.

### Orgel
- Oktober 1737 inköptes ett orgelpositiv från okänd ort. Det reparerades 1738 av Daniel Stråhle.
- 1896 byttes orgeln ut mot ett harmonium som sedan dess har använts.

## Bildgalleri

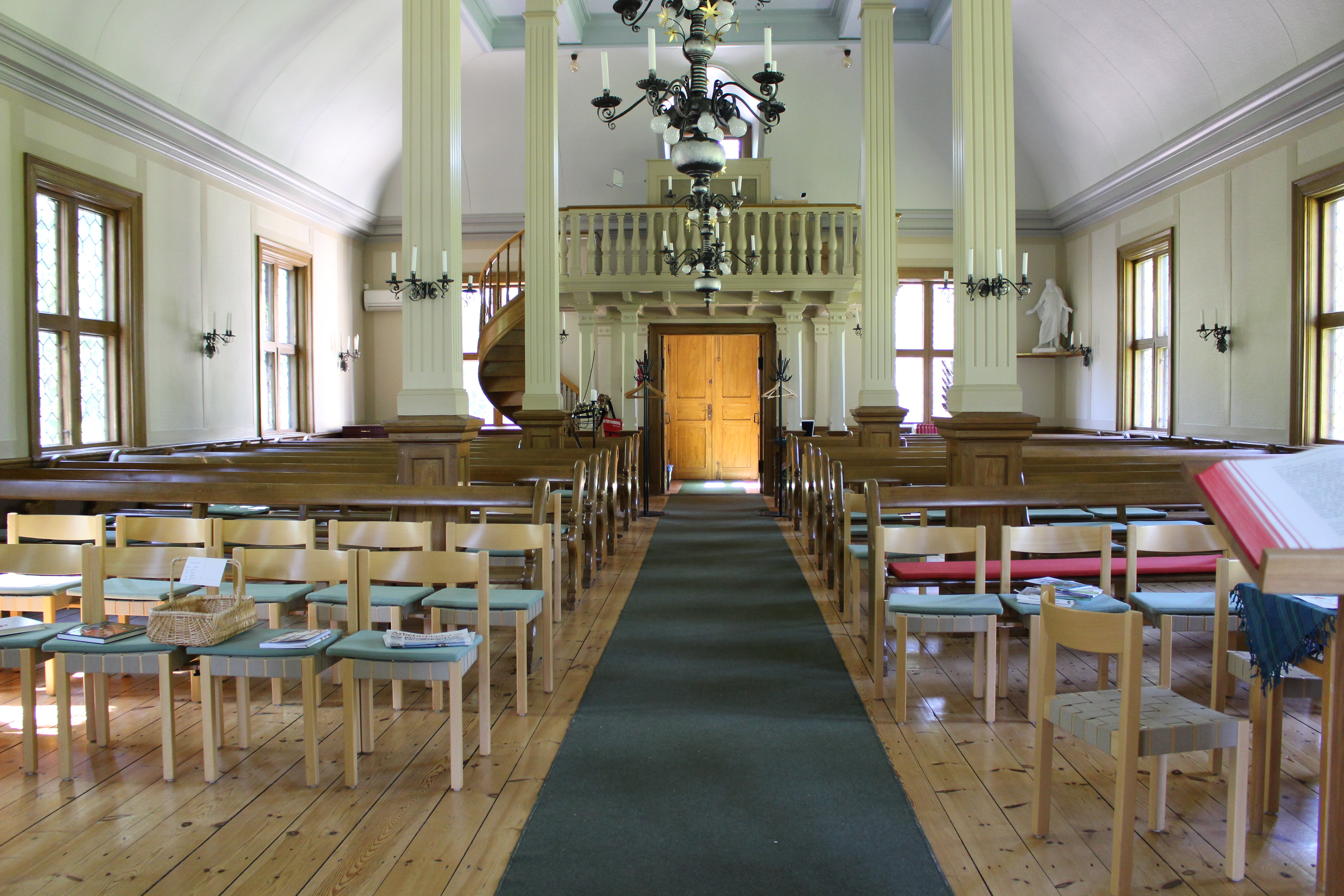
Kyrkorum mot väster
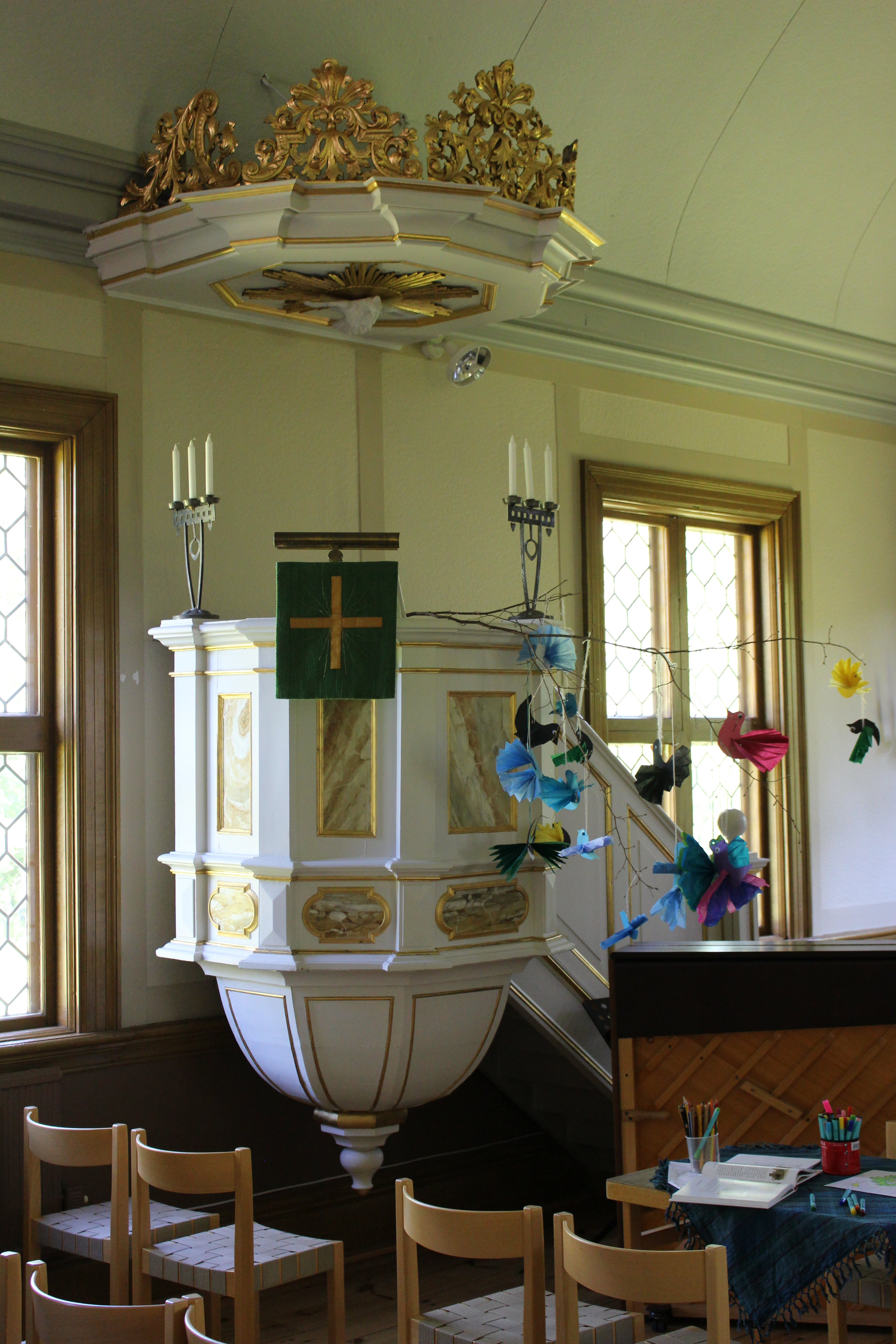
Predikstol
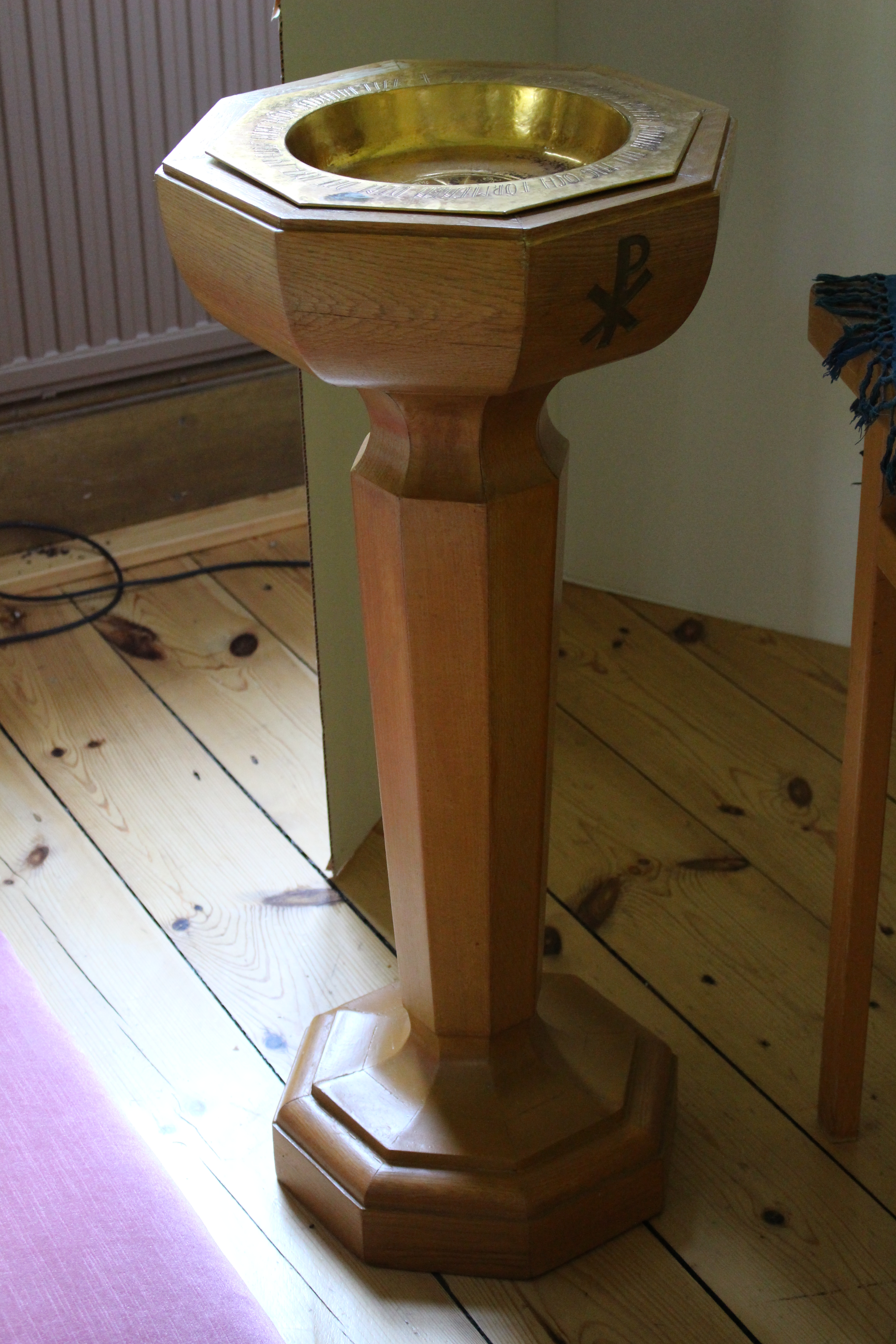
Dopfunt
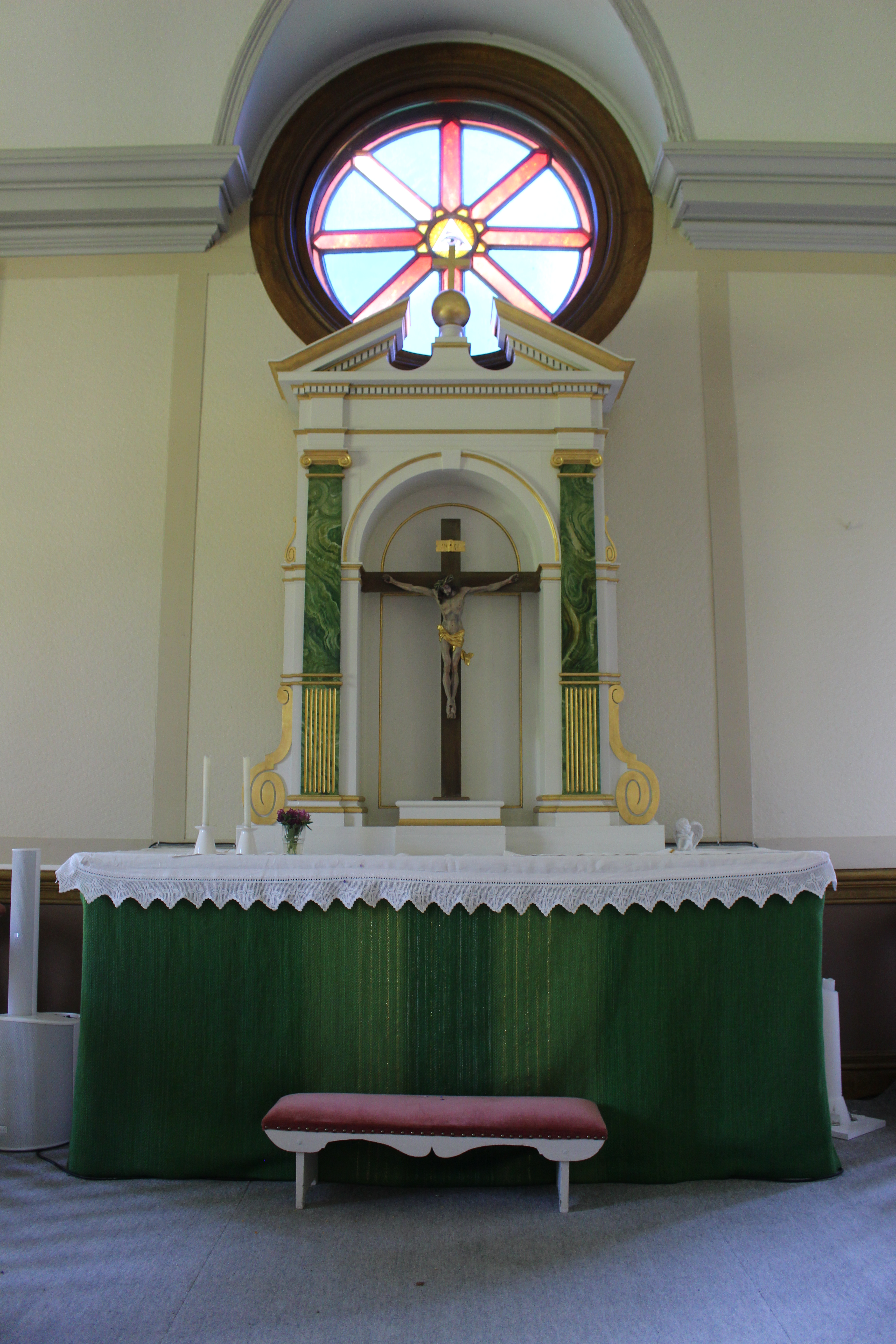
Altaruppsats
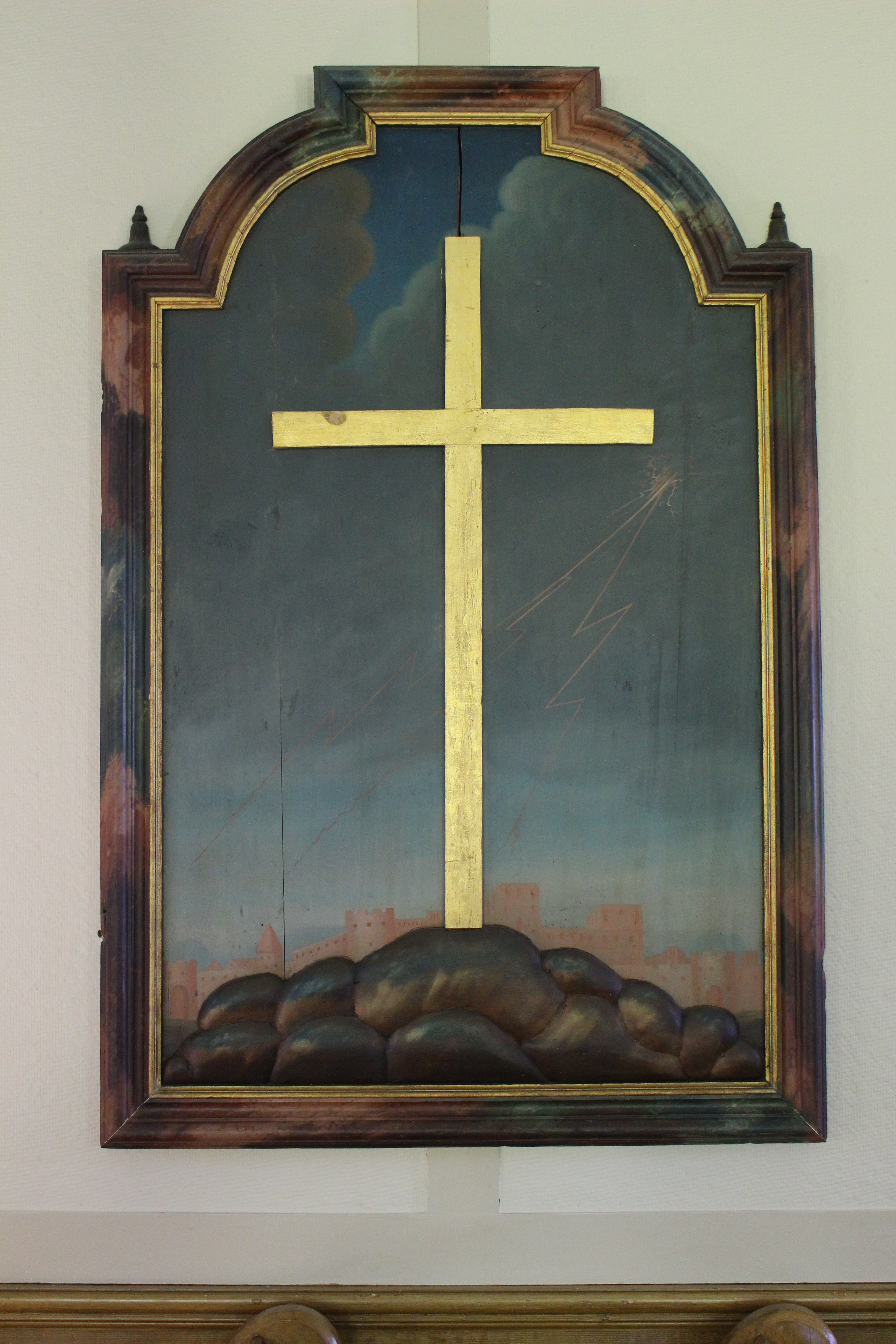
Tidigare altartavla
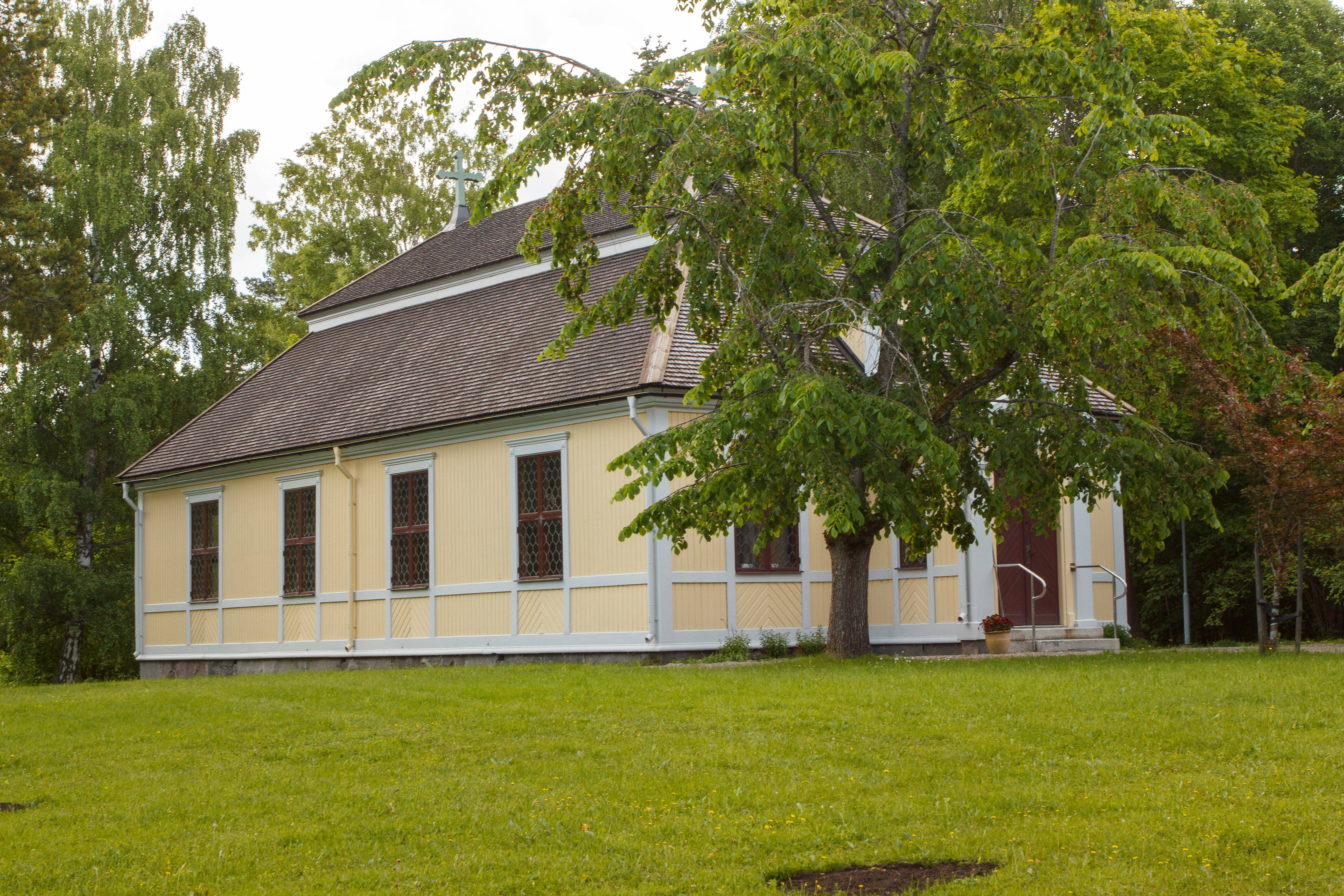
Kyrkan från nordväst
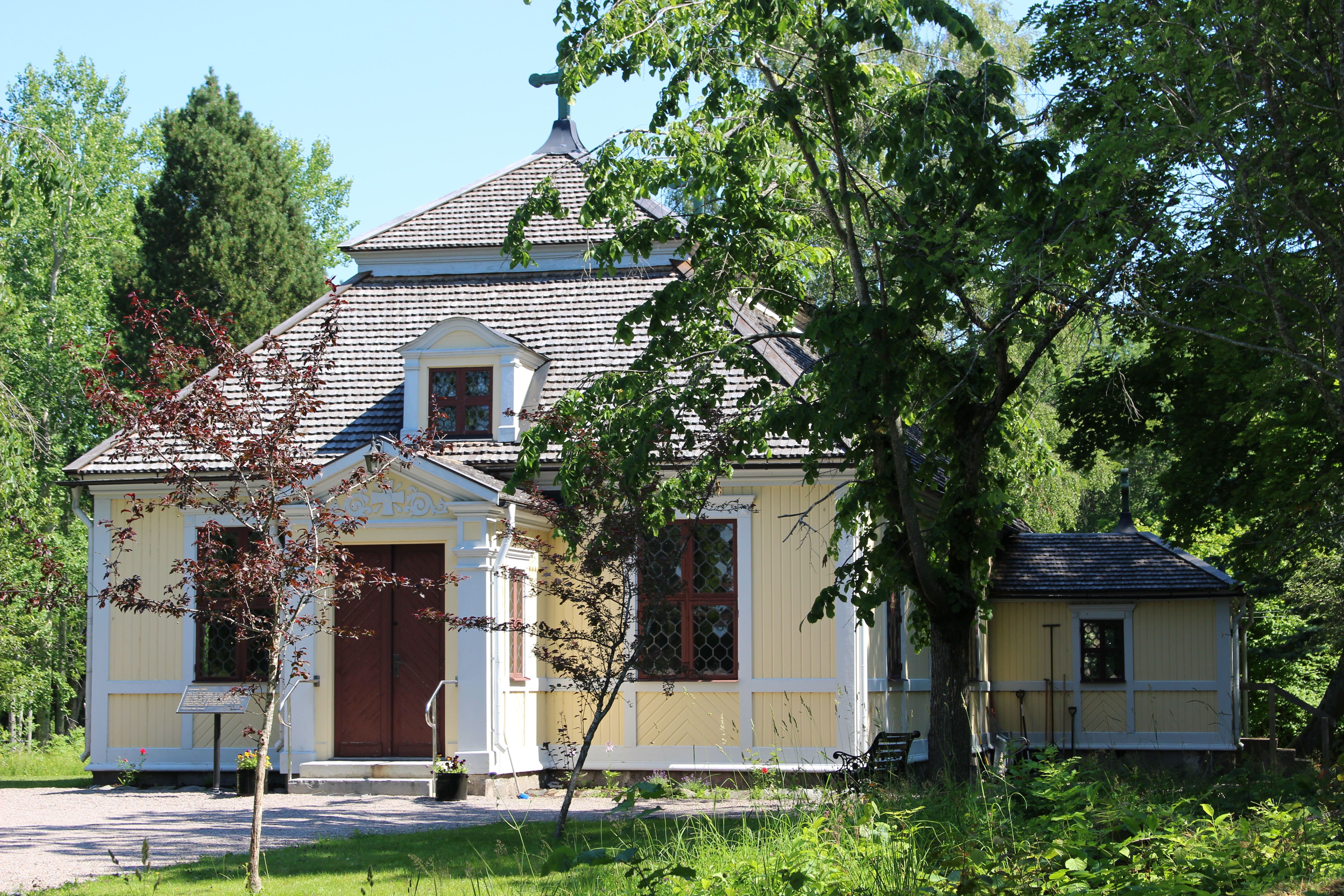
Kyrkan med sakristia från sydväst
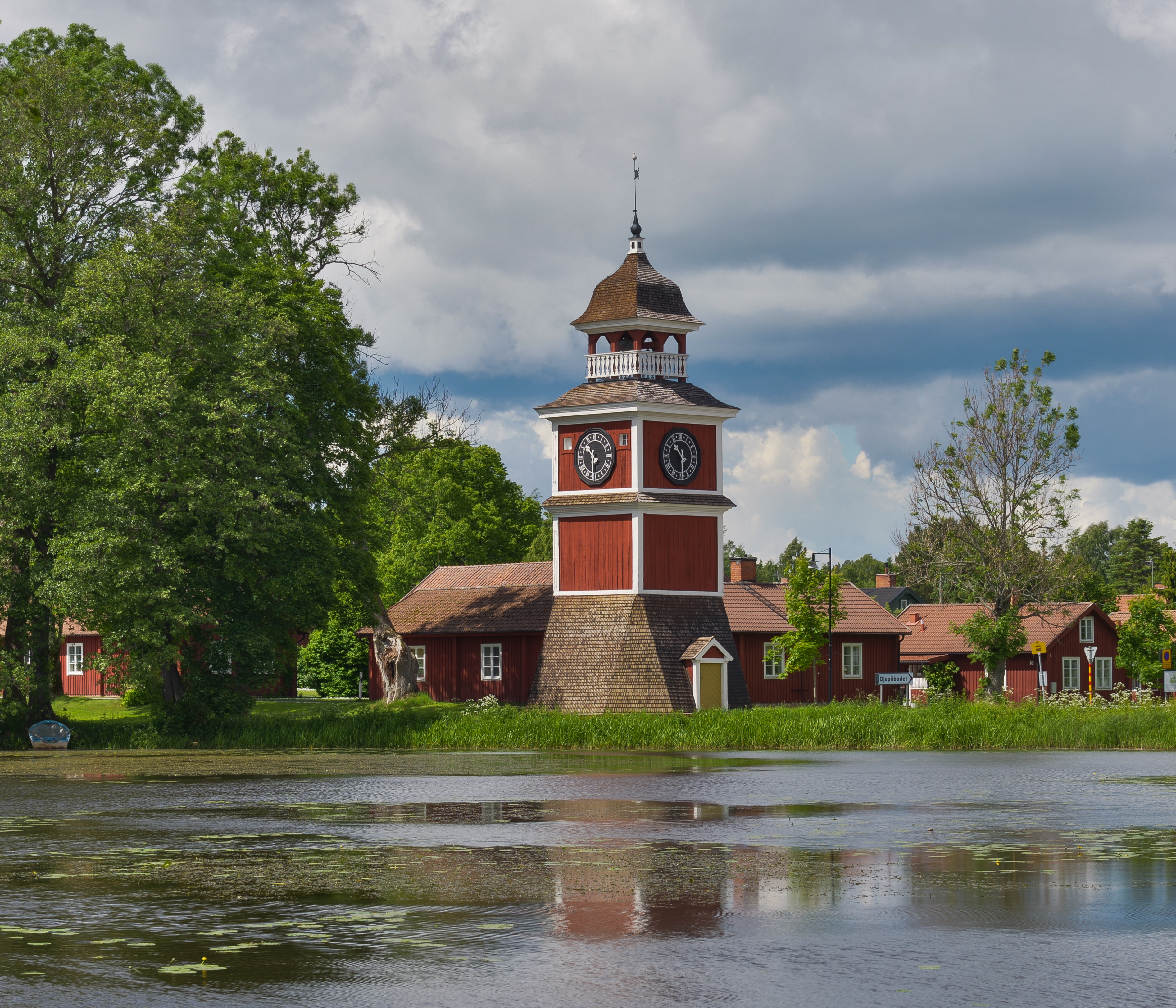
Klockstapeln i Karlholmsbruk

### Webbkällor
- byggnadspresentation